# Rượu nếp

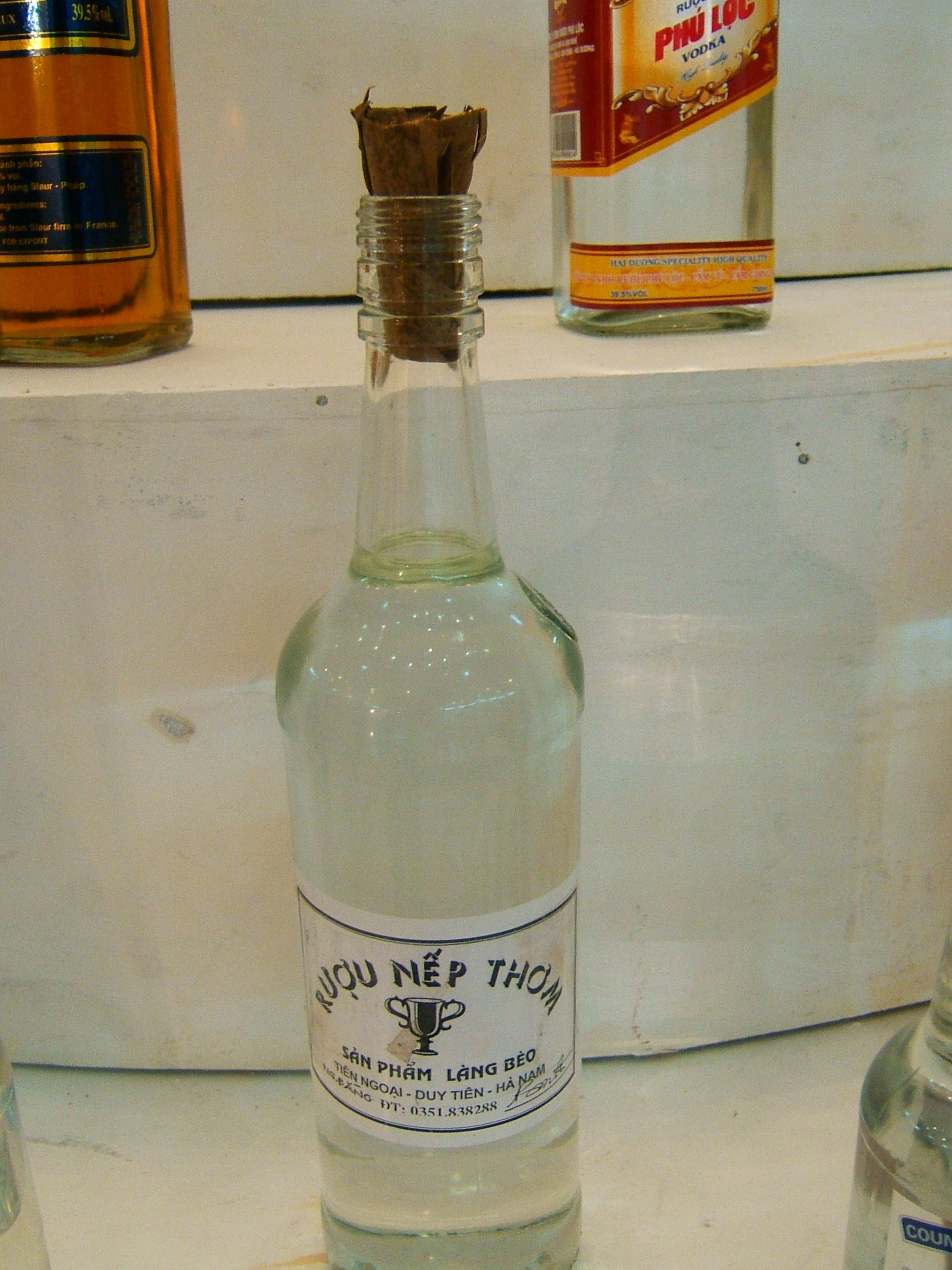
Rượu nếp

El rượu nếp (también llamado a veces como rượu nếp bắc, literalmente “vino de arroz glutinoso del norte”) es un pudín o bebida del norte de Vietnam hecho de arroz glutinoso fermentado con levadura y cocido al vapor en una hoja de banano. Dependiendo de la variedad de arroz que se usa puede tomar un color rojo-púrpura o amarillo.

## Características
El rượu nếp es ligeramente alcohólico (rượu es la palabra para alcohol en el idioma vietnamita). Dependiendo de su consistencia, puede ser un pudín o un vino. Los tipos más espesos son comidos con una cuchara, mientras que las más líquidas y menos viscosas pueden ser bebidas como un refresco. El rượu nếp than es un vino de arroz color chocolate. A pesar de que es un plato típico del norte de Vietnam, tanto el rượu nếp y el rượu nếp than también se encuentran Ciudad Ho Chi Minh, en donde algunos habitantes del norte de Vietnam residen en dicha ciudad.

## Variedades
En Tay Nguyen, una variedad similar de vino de arroz llamado rượu cần, hecho de arroz glutinoso, hojas y hierbas. Existe otra variedad llamada rượu nếp nương, hecho de arroz glutinoso cosechado en las áreas montañosas de Tay Bac. Muchos vietnamitas consideran al rượu nếp como una comida saludable, y se cree que evita o elimina parásitos. Un plato similar, del sur de Vietnam, es llamado cơm rượu, y consiste en bolas hechas de arroz glutinoso blanco y vino de arroz ligeramente alcohólico.